# Mahlab

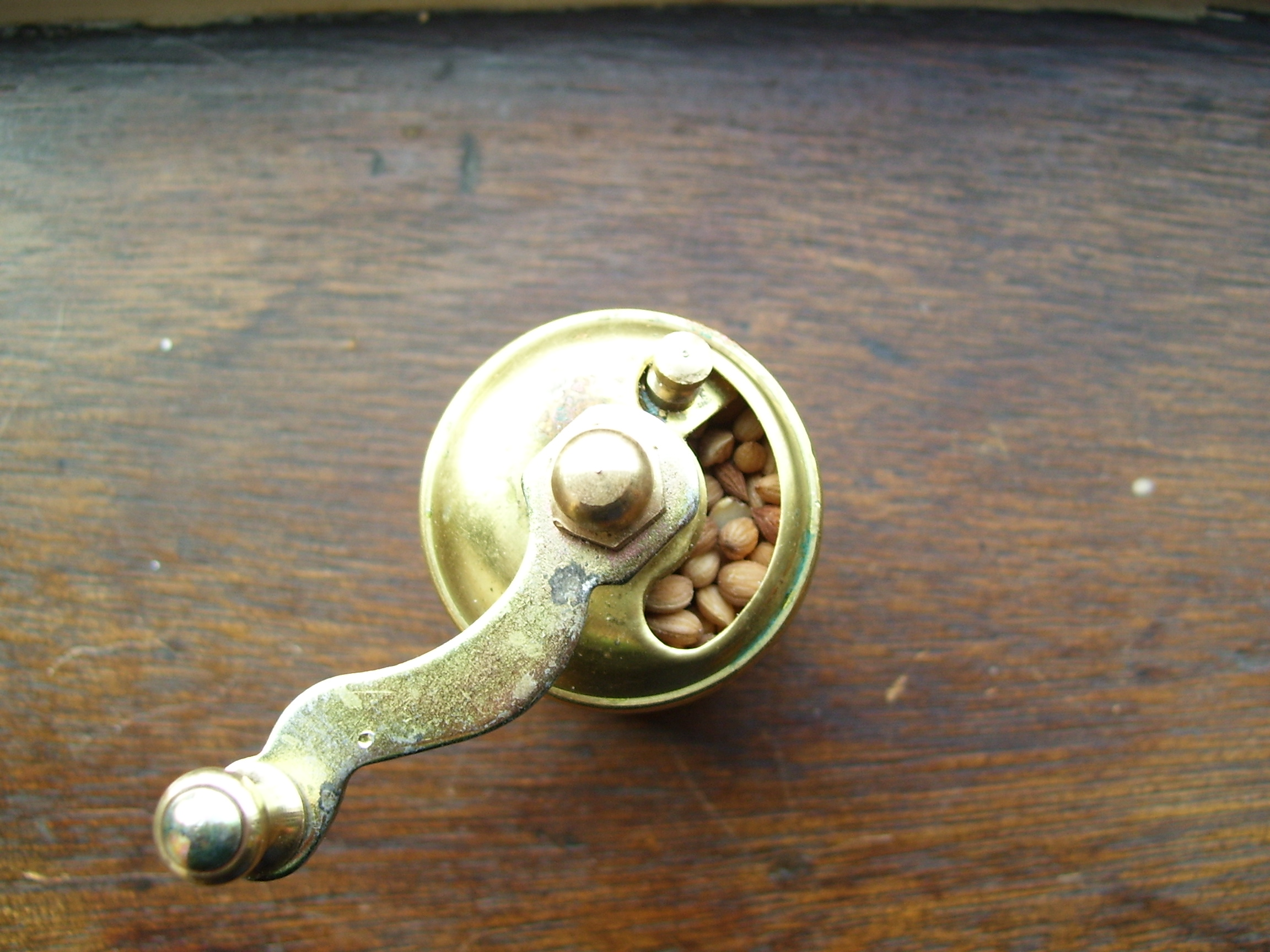
Moedor de Mahlab

Mahlab ou Mahaleb é um tempero aromático feito das sementes da espécie de cereja Prunus mahaleb.